# Piper PA-46
Piper PA-46 Malibu, Mirage, Meridian in M-Class je ameriško enomotorno šest sedežno visoko sposobno športno letalo, ki ga je razvila družba Piper Aircraft. Ima potniško kabino pod tlakom, kar znatno prispeva k udobju, saj ljudje ne potrebujejo nositi kisikovih mask. Letalo ima batni ali turbopropelerski motor. PA-46 je bil razvit kot udobno in prostorno potovalno letalo v konkurenci: Cessna 210 in SocataTBM. Dolet batnega PA-46-350P Mirage je 2800 km pri hitrosti 395 km/h (210 vozlov), kar je zelo veliko za športno letalo. PA-46-350P Mirage je zelo cenjeno letalo, ker ga lahko piloti letijo po prešolanju z ratingom SEP(L) in ne potrebujejo type ratinga kot je to potrebno za turboprop variante letala: Matrix, Meridian, JetPROP, M500 in M600. 
Razvoj PA-46 se začel v poznih 1970ih, prototip PA-46-300T je prvič poletel 20. novembra 1979. Prva različica je bila predstavljena leta 1982. Piper Malibu je ponudil kabino z diferencialnim tlakom 5,5 psi (380 hPa) v kabini, obstaja tudi verzija brez kabine pod pritiskom: Matrix. Veliko letal koristijo lastniki za zasebno poslovno uporabo.

## Variante

### PA-46-300T
Prototip letala, ki ni imel kabine pod tlakom

### PA-46-310P Malibu
Serijsko proizvajano letalo s kabino pod tlakom z batnim motorjem Continental TSIO-520 310 konjskih moči. Proizvajano v letih 1984-1986, 404 narejeni.

### PA-46-350P Malibu Mirage
Serijsko proizvajano letalo s kabino pod tlakom z batnim motorjem Lycoming TIO-540 350 konjskih moči. Proizvajano od leta 1988 do 2015.

### PA-46R-350T Matrix
Serijsko proizvajano letalo z batnim motorjem, ki ni imel kabine pod tlakom ampak je opremljeno z inštalacijo s kisikom Lycoming TIO-540 350 konjskih moči. Proizvajan od leta 2008 do 2017.

### PA-46-500TP Malibu Meridian
Serijsko proizvajano letalo s kabino pod tlakom z turbopropelerskim motorjem Pratt & Whitney Canada PT6 500 konjskih moči. Letalo zahteva type rating, da ga lahko piloti letijo za razliko od batnih PA-46, ki ga lahko piloti letijo z ratingom SEP(L) - za enomotorna batna letala. Proizvajan od leta 2000 do 2015.

### JetPROP
Predelava JetPROP je predelava batnega letala PA-46-310P Malibu in PA-46-350P Malibu Mirage, ki jo ponuja Rocket Engineering iz Spokana, WA. Prvotno certificiran leta 1998 kot JetPROP DLX z motorjem Pratt & Whitney PT6A-34. Cenejša različica JetPROP DL je postala na voljo oktobra 2003 z uporabo P&W PT6A-21. Od septembra 2008 je bilo dostavljenih 233 pretvorb JetPROP. Dvajset odstotkov celotne flote PA-46 je bilo predelanih.

### M350
Leta 2015 je Piper uvedel poimenovanje M-razreda za vse predhodnike PA-46. M350 je posodobljena različica batnega modela Mirage. Izboljšave v primerjavi z Mirageom so digitalni sistem količine goriva Ametek in izboljšana aviona z Garmin G1000 NXi. Novi sistem Garmin ima orodja za zaščito envelope in proti hipoksiji. Sprožil bo zasilni spust v primeru, da pilot postane nezmožen zaradi hipoksije. M350 lahko leti s hitrostjo 213 kn (394 km/h) z dosegom 1343 nmi (2487 km). Letalo ima servisno višino letenja 25.000 ft (7.620 m). Brez vetra, na standardni dan vzlet z bruto težo je doseže pri 1087 ft (331 m) in pristanek pri 1020 ft (311 m).

### M500
M500 je posodobljena različica turbopropelerskega Meridiana. Imaavioniko Garmin G1000 NXi, tako kot M350. Sistem G1000 NXi  prepreči prekoračitev envelope letala isto kot M350. M500 ima tudi ADS-B, vendar ne FADEC. Rezervoarji za gorivo M500 limajo volumen 170 USGal (644 l), njegov motor Pratt & Whitney PT6A-42A pa porabi 37 GPH (140 l/h). To je lahko letalo z MTOW 5.092 lb (2.310 kg). Križari s hitrostjo 260 kn (482 km/h) na nadmorski višini 30.000 ft (9.144 m). M500 po ceni 2,26 milijona $  ima malo konkurentov, vključno s cenejšim modelom Piper M350.

### M600
Leta 2015 je Piper predstavil M600 kot nadgradnjo M500. M600 ima 600 KM (447 kW) in ceno 3 milijona dolarjev. Novi M600 je opremljen z Garminom G3000, novim krilom in večjo zmogljivostjo goriva. Letalo je zmogljivejše od M500, saj ima M600 večji doseg in nekoliko višjo največjo hitrost. Certifikat FAA je prejel 18. junija 2016. Njegov doseg po pravilih instrumentalnega letenja je 1.484 nmi (2.748 km), v primerjavi s 1.000 nmi (1.852 km) za M500, največja potovalna hitrost pa je 274 kn (507 km/h). MTOW M600 je 6.000 lb (2.700 kg), s kapaciteto goriva 260 ameriških galov (980 L). Standardno opremljena teža M600 je 200 lb (91 kg) višja od mase M500. Nosilnost s polnim gorivom za M600 je 645 lb (293 kg) v primerjavi s 550 lb (250 kg) za M500. Med junijem 2016 in marcem 2018 je bilo dostavljenih 50, večinoma v ZDA in večinoma letijo lastniki. Ponuja skoraj doseg TBM 900 za veliko manj stroškov in lahko deluje s krajših vzletno-pristajalnih stez. Pokuri 350 lb (160 kg) (56,3 usgal/uro) v prvi uri, 300 lb (140 kg) (50 usgal/uro) v drugi uri in 200 lb (91 kg) nato, v povprečju 270 lb/uro (45 US gal (170 l)) na uro, medtem ko je treba v proračunu predvideti 125–130 USD na uro za 1.800-urni pregled motorja v srednji življenjski dobi pred remontom 150.000–200.000 USD na 3.600 ur. Od leta 2020 bo Piper ponudil Garminov sistem za samodejno pristajanje v sili, ki se zažene s pritiskom na gumb. Piper imenuje tehnologijo "HALO". Na voljo za 170.000 $, vključno z dodatno opremo, omogoča dostop do več kot 9.000 vzletno-pristajalnih stez nad 4.500 ft (1.400 m).

## Specifikacije
| Piper PA46 modeli                  | Piper PA46 modeli                        | Piper PA46 modeli                     | Piper PA46 modeli                     | Piper PA46 modeli                               | Piper PA46 modeli                               | Piper PA46 modeli                               |
| Model                              | Malibu                                   | Matrix                                | Mirage/ M350                          | JetPROP (predelava)                             | Meridian/ M500                                  | M600                                            |
| Proizvodnja                        | 1984-1988                                | 2008-2017                             | 1989-danes                            | 1988- danes                                     | 2000-danes                                      | 2016-danes                                      |
| ---------------------------------- | ---------------------------------------- | ------------------------------------- | ------------------------------------- | ----------------------------------------------- | ----------------------------------------------- | ----------------------------------------------- |
| Sedežev                            | 6 sdežev (2 pilotska + 4 potniški)       | 6 sdežev (2 pilotska + 4 potniški)    | 6 sdežev (2 pilotska + 4 potniški)    | 6 sdežev (2 pilotska + 4 potniški)              | 6 sdežev (2 pilotska + 4 potniški)              | 6 sdežev (2 pilotska + 4 potniški)              |
| Volumen kabine                     | 201 cu ft (5,7 m3)                       | 201 cu ft (5,7 m3)                    | 201 cu ft (5,7 m3)                    | 201 cu ft (5,7 m3)                              | 201 cu ft (5,7 m3)                              | 201 cu ft (5,7 m3)                              |
| Presurizacija                      | 5,5 psi (380 hPa)                        | 0                                     | 5,6 psi (390 hPa)                     | 5,6 psi (390 hPa)                               | 5,6 psi (390 hPa)                               | 5,6 psi (390 hPa)                               |
| Razpon                             | 43.0 ft / 13.11 m                        | 43.0 ft / 13.11 m                     | 43.0 ft / 13.11 m                     | 43.0 ft / 13.11 m                               | 43.16 ft / 13.15 m                              | 43.16 ft / 13.15 m                              |
| Dolžina                            | 28.11 ft / 8.6 m                         | 28.11 ft / 8.6 m                      | 28.11 ft / 8.6 m                      | 28.11 ft / 8.6 m                                | 29.6 ft / 9.02 m                                | 29.7 ft / 9.05 m                                |
| Višina                             | 11.3 ft / 3.44 m                         | 11.3 ft / 3.44 m                      | 11.3 ft / 3.44 m                      | 11.3 ft / 3.44 m                                | 11.3 ft / 3.44 m                                | 11.3 ft / 3.44 m                                |
| MTOW                               | 4,100 lb/ 1,860 kg                       | 4,340 lb / 1,969 kg                   | 4,340 lb / 1,969 kg                   | 4300 lb/ 1,950 kg                               | 5,092 lb / 2,310 kg                             | 6,000 lb / 2,721 kg                             |
| OEW                                | 2,460 lb/ 1,116 kg                       | 3,003 lb / 1,362 kg                   | 3,050 lb / 1,383 kg                   | 2,900 lb/ 1,315 kg                              | 3,436 lb / 1,559 kg                             | 3,650 lb / 1,656 kg                             |
| Volumen goriva                     | 120 USgal / 454 L                        | 120 USgal / 454 L                     | 120 USgal / 454 L                     | 120 USgal / 454 L                               | 170 USgal / 644 L                               | 260 USgal / 984 L                               |
| Propeler                           | 2 kraki Hartzell BHC-C2YF-1BF/F8052K- 80 | 3 kraki Hartzell HC-I3YR-1E/7890K- 80 | 3 kraki Hartzell HC-I3YR-1E/7890K- 80 | 5 kraki Hartzell federiranje in vzvratni potisk | 4 kraki Hartzell federiranje in vzvratni potisk | 4 kraki Hartzell federiranje in vzvratni potisk |
| Motor                              | Batni Continental TSIO-520               | Batni Lycoming TIO-540-AE2A           | Batni Lycoming TIO-540-AE2A           | Turbopropelerski Pratt & Whitney PT6A-42A       | Turbopropelerski Pratt & Whitney PT6A-42A       | Turbopropelerski Pratt & Whitney PT6A-42A       |
| Moč                                | 310 BHP (231 kW)                         | 350 bhp (260 kW)                      | 350 bhp (260 kW)                      | 560 bhp (418 kW)                                | 500 bhp (370 kW)                                | 600 bhp (450 kW)                                |
| Maksimalna hitrost                 | 203 kt / 376 km/h                        | 213 kt / 395 km/h                     | 213 kt / 395 km/h                     | 250 kt / 463 km/h                               | 260 ktas / 482 km/h                             | 274 ktas / 507 km/h                             |
| Vzpenjanje                         | 1,143 fpm                                | 1,150 fpm                             | 1,218 fpm                             | 2,500 fpm                                       | 1,556 fpm                                       | 1,556 fpm                                       |
| Servisna višina                    | 25,000 ft / 7,620 m                      | 25,000 ft / 7,620 m                   | 25,000 ft / 7,620 m                   | 27,000 ft / 8,230 m                             | 30,000 ft / 9,144 m                             | 30,000 ft / 9,144 m                             |
| Dolet (45 min rezerva)             | 1,550 nm / 2,881 km                      | 1,343 nm / 2,487 km                   | 1,343 nm / 2,487 km                   | 1,250 nm / 2,315 km                             | 1,000 nm / 1,852 km                             | 1,484 nm / 2,668 km                             |
| Vzletna razdalja (50 ft ovira)     | 2025 ft / 617 m                          | 2,090 ft / 637 m                      | 2,090 ft / 637 m                      | 1,200 ft/ 366 m                                 | 2,438 ft / 743 m                                | 2,635 ft / 803 m                                |
| Pristajalna razdalja (50 ft ovira) | 1800 ft / 549 m                          | 1968 ft / 600 m                       | 1968 ft / 600 m                       | 1,000 ft/ 305 m                                 | 2,110 ft / 643 m                                | 2,659 ft / 810 m                                |

### PA-46-310P Malibu karakteristike
Podatki iz Jane's All The World's Aircraft 1988-89 
Splošne značilnosti
- Posadka: 1
- Število sedežev: 5 potnikov
- Dolžina: 28 ft 4+3⁄4 in (8,655 m)
- Razpon kril: 43 ft 0 in (13,11 m)
- Višina: 11 ft 3+1⁄2 in (3,442 m)
- Površina kril: 175 sq ft (16,3 m2)
- Aeroprofil: NACA 23015 (koren) NACA 23009 (konica)
- Teža praznega letala: 2.354 lb (1.068 kg)
- Bruto teža: 4.100 lb (1.860 kg)
- Kapaciteta goriva: 120 U.S. gal (450 L; 100 imp gal)
- Pogon letala: 1 × Continental TSIO-520-BE 6-valjni protibatni motor s turbopolnilnikom, 310 hp (230 kW)

Zmogljivost
- Maks. hitrost: 234 kn (269 mph; 433 km/h)
- Potovalna hitrost: 196 kn (226 mph; 363 km/h) pri 55% moči
- Hitrost pri porušitvi vzgona: 58 kn (67 mph; 107 km/h)
- Doseg: 1.555 nmi (1.789 mi; 2.880 km)
- Višina leta (servisna): 25.000 ft (7.600 m)
- Hitrost vzpenjanja: 1.143 ft/min (5,81 m/s)
- Obremenitev krila: 24,3 lb/sq ft (119 kg/m2)